# RaMell Ross
RaMell Ross (Francoforte sul Meno, 15 maggio 1982) è un direttore della fotografia, regista, sceneggiatore, autore e fotografo statunitense.

## Biografia
RaMell Ross è nato nel 1982 a Francoforte sul Meno, in Germania, ma è cresciuto a Fairfax, in Virginia, dove ha frequentato la Lake Braddock Secondary School. Nel 2005 si è laureato alla Università di Georgetown, dove si è specializzato in inglese e sociologia e ha giocato nella squadra di basket maschile dei Georgetown Hoyas. Successivamente, ha conseguito un Master of Fine Arts in fotografia presso la Rhode Island School of Design. Nel 2009 si è trasferito a Greensboro, in Alabama, per lavorare come allenatore di basket e insegnante di fotografia. Nel 2015, la rivista Filmmaker lo ha inserito nella lista dei 25 nuovi volti del cinema indipendente. L'anno successivo, è entrato a far parte della facoltà della Brown Arts Initiative presso l'Università Brown, dove dal 2016 al 2021 ha lavorato come assistant professor. Nel 2018 ha debuttato alla regia con il documentario Hale County This Morning, This Evening, presentato in anteprima al Sundance Film Festival 2018. Grazie a questo lavoro, ha persino ricevuto la candidatura all'Oscar al miglior documentario. Nel 2024 ha diretto il suo primo film, Nickel Boys, tratto dal romanzo I ragazzi della Nickel di Colson Whitehead.

## Filmografia

### Direttore della fotografia

#### Cinema
- Hale County This Morning, This Evening, regia di RaMell Ross (2018)

#### Televisione
- American Jail, regia di Roger Ross Williams - film TV (2018)
- Storyville - serie TV, episodio 22x08 (2018)

#### Cortometraggi
- Elnora, regia di Kira Akerman (2018)
- Easter Snap, regia di RaMell Ross (2019)

### Regista

#### Cinema
- Hale County This Morning, This Evening (2018)
- I ragazzi della Nickel (Nickel Boys) (2024)

#### Televisione
- Independent Lens - serie TV, episodio 20x12 (2019)

#### Cortometraggi
- Easter Snap (2019)

### Sceneggiatore

#### Cinema
- Hale County This Morning, This Evening, regia di RaMell Ross (2018)
- I ragazzi della Nickel (Nickel Boys), regia di RaMell Ross (2024)

#### Televisione
- Independent Lens - serie TV, episodio 20x12 (2019)

### Produttore

#### Cinema
- Hale County This Morning, This Evening, regia di RaMell Ross (2018)

#### Televisione
- Easter Snap, regia di RaMell Ross (2019)

### Montatore

#### Cinema
- Hale County This Morning, This Evening, regia di RaMell Ross (2018)

#### Televisione
- Easter Snap, regia di RaMell Ross (2019)

## Riconoscimenti
- Premio Oscar
  - 2019 - Candidatura al miglior documentario per Hale County This Morning, This Evening
  - 2025 - Candidatura alla miglior sceneggiatura non originale per Nickel Boys
- Premio Emmy
  - 2019 - Candidatura al miglior documentario per Hale County This Morning, This Evening
- Critics' Choice Awards
  - 2025 - Candidatura al miglior regista per Nickel Boys
  - 2025 - Candidatura alla migliore sceneggiatura non originale per Nickel Boys
- Gotham Independent Film Awards
  - 2018 - Miglior documentario per Hale County This Morning, This Evening
  - 2018 - Candidatura all'Audience Award per Hale County This Morning, This Evening
  - 2024 - Candidatura al miglior film per Nickel Boys
  - 2024 - Miglior regista per Nickel Boys